# Mezinárodní justiční spolupráce v trestních věcech
Mezinárodní justiční spolupráce v trestních věcech je druhem mezinárodní justiční spolupráce, který spočívá v provádění procesních úkonů v trestním řízení na území jiného státu. Upravena je právem mezinárodní justiční spolupráce v trestních věcech, které je hraničním podoborem mezi mezinárodním právem veřejným a trestním právem (ve starších pramenech je označováno jako „trestní právo mezinárodní“).

## Dělení a druhy mezinárodní justiční spolupráce v trestních věcech
Mezinárodní justiční spolupráce v trestních věcech se realizuje ve dvou směrech. Jednak jde o tzv. horizontální spolupráci dva (či více) svrchovaných států, jednak o tzv. vertikální spolupráci, kterou poskytuje stát či mezinárodní organizace mezinárodnímu trestnímu soudu či tribunálu.
Jednotlivými druhy mezinárodní justiční spolupráce v trestních věcech jsou:
- extradice – její podstatou je zajištění obviněného nebo odsouzeného na území jiného státu a jeho následné vydání k trestnímu stíhání či k výkonu trestu odnětí svobody do státu vyžadujícího; poddruhy extradice jsou také předávání na základě evropského zatýkacího rozkazu a předávání mezinárodním trestním soudům a tribunálům;
- právní pomoc v užším smyslu (dožádání) – její podstatou může být provedení celé řady procesních úkonů, např. obyčejného doručení procesní písemnosti osobě nacházející se na území dožádaného státu, provedení jejího výslechu, provedení domovní prohlídky, odposlechu telekomunikačního provozu, identifikace a zmrazení bankovních účtů atp.;
- předávání výkonu rozhodnutí v trestních věcech – zejména jde o předávání výkonu odsuzujících rozsudků, včetně předávání odsouzených;
- předávání trestního řízení – podstatou je provedení v podstatě všech procesních úkonů, resp. celého dalšího trestního řízení v dožádaném státě;
- průvoz - jeho podstatou je umožnění transportu osoby, která je v rámci jiného druhu mezinárodní justiční spolupráce v trestních věcech předávána mezi dvěma státy (např. při vydávání, při předávání odsouzených nebo při dočasném předání v rámci právní pomoci v užším smyslu), územím dožádaného státu a ponechání této osoby po dobu transportu v zadržení.

Skutečnost, že při mezinárodní justiční spolupráci v trestních věcech jde o provedení procesního úkonu, je znakem, který odlišuje mezinárodní justiční spolupráci v trestních věcech od spolupráce policejní, jejíž podstatou je získání informace, která sama nebude použita v trestním řízení jako důkaz, a nemá tedy procesní, ale pouze operativní povahu.
Starším označením pro tuto oblast mezinárodní spolupráce je vzájemná právní pomoc v trestních věcech. Tento pojem je však v poslední době vytlačován přesnějším označením mezinárodní justiční spolupráce v trestních věcech, který jednak nevede k určitému nepochopení a k omezení chápání tohoto pojmu pouze na dožádání, tedy tzv. právní pomoc v uším smyslu, jednak lze pod něj lépe podřadit kromě jednotlivých druhů spolupráce horizontální též spolupráci vertikální.

## Prameny práva mezinárodní justiční spolupráce v trestních věcech

### Prameny mezinárodněprávní úpravy
Mezinárodní justiční spolupráce v trestních věcech je upravena jak obyčejovým mezinárodním právem, tak četnými mezinárodními smlouvami, a to jak dvoustrannými (ať již monotematickými, které se týkají vždy jen jednoho druhu mezinárodní justiční spolupráce v trestních věcech – např. Smlouva mezi Českou republikou a Spojenými státy americkými o vzájemné právní pomoci v trestních věcech z 4. 2. 1998 publikovaná pod č. 40/2000 Sb. m. s. – nebo dvoustrannými smlouvami o právní pomoci, které zpravidla upravují zároveň více druhů mezinárodní justiční spolupráce v trestních věcech, a dokonce současně i mezinárodní justiční spolupráci v civilních věcech – např. Smlouva mezi Českou republikou a Republikou Uzbekistán o právní pomoci a právních vztazích v občanských a trestních věcech z 18. 1. 2002 publikovaná pod č. 133/2003 Sb. m. s.), tak mnohostrannými, sjednávanými zpravidla v rámci mezinárodních organizací, zejména Organizace spojených národů a regionálních mezinárodních organizací. Z pohledu České republiky je nejvýznamnější regionální organizací činnou v této oblasti Rada Evropy. V poslední době však nabývají na významu rovněž aktivity Evropské unie. V rámci Organizace spojených národů jsou sjednávány tzv. sektorové úmluvy, pro které je typické, že jejich základem je kriminalizace vždy určitého typu jednání (např. únosy civilních letadel, ohrožování bezpečnosti námořní plavby, teroristické bombové útoky atp.) a k tomuto hmotněprávnímu základu jsou připojeny např. tzv. extradiční doložka, doložka o vzájemné právní pomoci atp. V rámci Rady Evropy jsou kromě sektorových úmluv sjednávány také mnohostranné úmluvy, které komplexně upravují jednotlivé druhy mezinárodní justiční spolupráce v trestních věcech (např. Evropská úmluva o vydávání z 13. 12. 1957, Evropská úmluva o vzájemné pomoci ve věcech trestních z 20. 4. 1959, Úmluva o předávání odsouzených osob z 21. 3. 1983, Evropská úmluva o předávání trestního řízení z 15. 5. 1972 atd.). Z regionálních organizací mimoevropských států je v oblasti mezinárodní justiční spolupráce v trestních věcech činná např. Organizace amerických států, která v oblasti mezinárodní justiční spolupráce v trestních věcech vyvíjí aktivitu podobnou činnosti Rady Evropy.

### Prameny vnitrostátní právní úpravy
Prameny vnitrostátní právní úpravy mezinárodní justiční spolupráce v trestních věcech se v různých státech liší jednak v závislosti na míře kodifikace trestního práva procesního a jednak v závislosti na způsobu řešení vztahu vnitrostátního a mezinárodního práva. Zpravidla je pramenem konkrétní vnitrostátní úpravy buď zvláštní pasáž právního předpisu, který upravuje trestní řízení, anebo zvláštní právní předpis o mezinárodní justiční spolupráci v trestních věcech (např. Německo, Rakousko), anebo zvláštní právní předpisy upravující jednotlivé druhy spolupráce (zejména státy Common Law, např. Velká Británie, Irsko, Kanada, Nový Zéland), případně různé kombinace těchto přístupů (např. na Slovensku je základní úprava obsažena v páté části nového trestního řádu z roku 2005 (č. 301/2005 Zb.), předávání na základě evropského zatýkacího rozkazu je však upraveno zákonem o evropském zatýkacím rozkazu, který byl publikován pod č. 154/2010 Zb.).
V České republice je mezinárodní justiční spolupráce v trestních věcech upravena v samostatném zákoně č. 104/2013 Sb., o mezinárodní justiční spolupráci ve věcech trestních, který s účinností od 1. 1. 2014 zcela nahradil ustanovení hlavy dvacáté páté trestního řádu. Svůj význam však mají i některá ustanovení trestního zákoníku (zejména ustanovení § 8 odst. 1, které vyjadřuje zásadu subsidiární univerzality, a § 11, které se týká účinků cizozemských trestních rozsudků v České republice), dále zákona o Rejstříku trestů, jakož i Ústavy České republiky a Listiny základních práv a svobod. Pro praxi justičních orgánů v této oblasti mají význam rovněž vnitroresortní předpisy, zejména instrukce Ministerstva spravedlnosti z 31. 12. 2010, č. j. 57/2008-MOT-J/60, o postupu soudů ve styku s cizinou ve věcech trestních (publikována pod č. 8/2011 SIS), která má povahu zvláštního předpisu k vnitřnímu a kancelářskému řádu pro okresní, krajské a vrchní soudy, instrukce Ministerstva spravedlnosti z 24. 8. 2007, č. j. 66/2004-MO-J/155, o postupu soudů ve styku s členskými státy Evropské unie ve věcech trestních (publikována pod č. 25/2007 SIS), která má pak povahu zvláštního předpisu k prvně zmíněné instrukci, a pokyn obecné povahy nejvyššího státního zástupce č. 10/2013 o mezinárodní justiční spolupráci ve věcech trestních.

## Obecné zásady provádění mezinárodní justiční spolupráce v trestních věcech
Při provádění mezinárodní justiční spolupráce v trestních věcech se uplatňují určité obecné zásady. Především jde o zásadu reciprocity, tedy vzájemnosti. Tato zásada znamená, že dožádaný stát poskytne spolupráci v takovém rozsahu, v jakém by ji dožádanému státu poskytl stát dožadující. Pokud není příslušný typ spolupráce mezi dožadujícím a dožádaným státem upraven mezinárodní smlouvou, je před vyhověním žádosti dožádaným státem zpravidla požadováno, aby stát dožadující poskytl tzv. ujištění o vzájemnosti. Další významnou zásadou je zásada ochrany veřejného pořádku, který je často označován francouzským termínem ordre public; český trestní řád ovšem používá označení „ochrana zájmů státu“ (§ 5 zákona o mezinárodní justiční spolupráci ve věcech trestních). Podle této zásady dožádaný stát není povinen vyhovět žádosti, pokud by tím bylo porušeno takové ustanovení právního řádu dožádaného státu, na kterém je třeba bez výhrady trvat. Další zásady se pak uplatňují u jednotlivých druhů mezinárodní justiční spolupráce v trestních věcech.
Justiční orgány se při poskytování mezinárodní justiční spolupráce v trestních věcech stýkají způsobem, který vyplývá z příslušné aplikovatelné mezinárodní smlouvy. V zásadě lze rozlišovat styk diplomatickou cestou, styk prostřednictvím ústředních justičních orgánů a styk přímý. Pokud je spolupráce poskytována na bezesmluvním základě, stýkají se strany diplomatickou cestou.
Mezinárodní justiční spolupráce v trestních věcech je spoluprací justičních orgánů, tj. soudů a státních zastupitelství (prokuratur) a v některých státech také ministerstev spravedlnosti či vnitra (Velká Británie). Obhajoba či poškození mohou dát státnímu zástupci či soudu k vyžádání spolupráce pouze podnět, sami však např. dožádání v trestní věci zaslat dožádanému státu nemohou.

## Působnost Evropské unie v oblasti mezinárodní justiční spolupráce v trestních věcech
Působnost Evropské unie v oblasti mezinárodní justiční spolupráce v trestních věcech byla před Lisabonskou smlouvou založena na ustanoveních hlavy VI Smlouvy o Evropské unii, a to zejména jejího článku 31, podle kterého společný postup Evropské unie zahrnuje usnadňování a urychlování spolupráce justičních orgánů v řízení a při výkonu rozhodnutí, usnadňování vydávání mezi členskými státy, zajišťování slučitelnosti právních předpisů, je-li to ke zlepšení spolupráce nezbytné, předcházení kompetenčním konfliktům mezi členskými státy a postupné přijímání opatření k zajištění určité minimální harmonizace trestního práva hmotného, pokud jde o organizovanou trestnou činnost, terorismus a nedovolený obchod s drogami. Hlava VI Smlouvy o Evropské unii poskytovala k těmto účelům několik typů instrumentů, a to:
- společné postoje podle čl. 34 odst. 2 písm. a) Smlouvy o Evropské unii;
- rámcová rozhodnutí podle čl. 34 odst. 2 písm. b) Smlouvy o Evropské unii, jejichž účelem bylo sbližování právních předpisů – jsou pro členské státy závazná, nemají však přímý účinek, a je tedy nezbytná jejich transpozice do práva vnitrostátního;
- rozhodnutí podle čl. 34 odst. 2 písm. c) Smlouvy o Evropské unii, která Rada mohla přijímat za jakýmkoli jiným účelem – i rozhodnutí jsou závazná a nemají přímý účinek;
- mnohostranné mezinárodní smlouvy mezi členskými státy Evropské unie podle čl. 34 odst. 2 písm. d) Smlouvy o Evropské unii, které může Rada vypracovat a předložit členským státům k podpisu a následné ratifikaci; jejich přímý účinek pak závisí na vnitrostátní ústavní úpravě vztahu mezinárodních smluv a vnitrostátního práva;
- dohody podle čl. 24 ve spojení s čl. 38 Smlouvy o Evropské unii, tj. mezinárodní smlouvy mezi Evropskou unií a třetími státy nebo mezinárodními organizacemi.

V souvislosti se vstupem České republiky do Evropské unie jsou pro Českou republiku závazná rovněž některá ustanovení Schengenské prováděcí úmluvy – Česká republika sice není její smluvní stranou, taxativně vyjmenovaná ustanovení Schengenské prováděcí úmluvy jsou však i pro Českou republiku závazná na základě čl. 3 odst. 1 Aktu o podmínkách přistoupení, který je součástí Smlouvy o přistoupení. Z hlediska mezinárodní justiční spolupráce v trestních věcech se jedná zejména o ustanovení upravující právní pomoc v užším smyslu, extradici a o předávání odsouzených.
V rámci Evropské unie byly zřízeny rovněž dva orgány určené k usnadnění mezinárodní justiční spolupráce v trestních věcech. Prvním z nich je Evropská justiční síť, tedy propojení tzv. kontaktních bodů, kterými jsou pracovníci justičních orgánů, kteří by měli být neformálně nápomocni při řešení praktických problémů, zejména formou konzultací, předjednávání žádostí atp. Druhým orgánem je pak Eurojust, který tvoří styční pracovníci justičních orgánů jednotlivých členských států (každý členský stát je zastoupen jedním národním členem), kteří mají za úkol být nápomocni při řešení konkrétních trestních věcí, které jsou jim předloženy a které se týkají dvou či více členských států, a řešit konflikty jurisdikcí členských států ve složitých přeshraničních případech. Sídlem Eurojustu je nizozemský Haag.